# Ryssbält
Ryssbält is een dorp binnen de Zweedse gemeente Kalix. Het dorp wordt al in 1533 genoemd als er voor het eerst belasting wordt geheven. De naam van het dorp is een tijdlang aan veranderingen onderhevig geweest. Rijskepelt, in 1556 wordt het Ryskepeltth, in 1607 Ryskepelte, in 1613 Ryskebeltett, in 1667 Ryssbälte en in 1725 Ryssbelt, later verzweedst naar Ryssbält. In 1648 verschijnt het voor het eerst op een landkaart; in de jaren 1884-1888 zijn hier tien gebouwen. Het ligt aan een vernauwing in de Slumpfjord.
Bestuurscentrum: Kalix (tätort)
Tätort: Båtskärsnäs · Bredviken · Gammelgården · Karlsborg · Morjärv · Nyborg · Påläng · Risögrund · Rolfs · Sangis · Töre
Småort: Åkroken · Björkfors · Börjelsbyn · Granholmen · Innanbäcken · Innanlandet · Kälsjärv · Lappbäcken · Målson · Månsbyn · Ryssbält · Siknäs · Storön · Stråkanäs · Sören · Vallen · Vånafjärden
Overig: Björkvattnet · Bjumisträsk · Bondersbyn · Brattlandet · Empoberget · Forsbyn · Granån · Grubbnäsudden · Grytnäs · Hällfors · Holmträsk · Hömyrfors · Kamlunge · Klinten · Korpikå · Långfors · Lantjärv · Marieberg · Moån · Östanfjärden · Östra Flakaträsk · Östra Granträsk · Övermorjärv · Räktjärv · Rian · Småkvarn · Sockenträsk · Stora Lappträsk · Storsien · Tjäruträsk · Törböle · Törefors · Västannäs · Västra Flakaträsk · Vitvattnet ·